# Parc Méquillet
Le parc Méquillet est un parc public de Colmar en Alsace.

## Localisation
Il est situé dans le quartier centre.
On y accède par les rues Camille-Schlumberger et Messimy.

## Historique
Cet espace appartenait à la famille Méquillet qui l'a légué à la ville en 1946. Le jardin était équipé jadis d'une pataugeoire, désactivée du fait de l'évolution des règles d'hygiène et de sécurité.

## Caractéristiques
Sa superficie est de 5 753 m2.
On y trouve notamment un érable sycomore datant de 1864.